# Containerbegasung
Als Containerbegasung bezeichnet man die Prozedur, mit der z. B. Verpackungsmaterialien und Transporthilfsmittel aus frischem, unbearbeitetem Holz vor Schädlings- und Schimmelpilzbefall während des Transportes in Containern geschützt werden sollen.
Zu diesem Zweck werden Container nach dem Beladen mit gasförmigen Insektizid und Schimmelpilzgift behandelt. Problematisch ist dabei z. B. die Begasung mit Brommethan (Methylbromid), welches die Ozonschicht schädigen kann. Ein ökologisch verantwortbareres Alternativ-Verfahren ist z. B. die thermische Behandlung (siehe auch Wärmeentwesung) der Container in Wärmekammern oder eine Begasung mit Carbonylsulfid (COS) bzw. Sulfurylfluorid (SO2F2). Zu beachten ist hierbei aber das sehr hohe Treibhauspotential (4.870 CO2-Äquivalente) von Sulfurylfluorid.
Am häufigsten werden in Containern folgende Chemikalien gefunden:
- Monophosphan
- Benzol
- Formaldehyd
- 1,2-Dichlorethan
- Trichlornitromethan
- Methylbromid
- 1,4-Dioxan
- Sulfuryldifluorid
- Cyanwasserstoff